# Who's That Girl World Tour
Il Who's That Girl World Tour è stato il secondo tour di concerti della cantautrice statunitense Madonna, a supporto del suo terzo album in studio True Blue (1986) e della sua prima colonna sonora Who's That Girl (1987).
Lo spettacolo del 4 settembre 1987 allo Stadio Comunale di Torino venne trasmesso in diretta su Rai 1 (costando all'emittente ben novecento milioni di lire), l’evento divenne iconico anche per un momento particolare: durante l’esibizione, il pubblico intonò spontaneamente il coro “Alé-Oó”, diventato celebre in Italia  grazie ai concerti di Claudio Baglioni. La cantante, sorpresa e divertita dall’entusiasmo del pubblico, si unì a sua volta al coro, amplificando l’energia dello stadio, in Australia, in Francia, in Germania Ovest e nei Paesi Bassi, con una media di ascolti (solo in Italia) di 14 084 000 telespettatori. Il programma si posizionò al terzo posto tra i programmi televisivi più visti dell'anno in Italia. Dalle registrazioni Rai del 4 e 6 settembre e da quella a Tokyo del 22 giugno venne realizzata la VHS ufficiale, disponibile anche in DVD, dal titolo Ciao, Italia! - Live from Italy. Il concerto di Tokyo al Korakuen Stadium venne registrato in un album live intitolato Tokyo1987.
Per il concerto parigino, fu provvidenziale l'intervento del Primo Ministro Jacques Chirac, che diede l'autorizzazione al concerto, sebbene la polizia lo avesse vietato per mancanza di sufficienti garanzie di ordine pubblico, vista l'enorme affluenza di spettatori. Fonti ufficiali, infatti, lo considerano il concerto più affollato nella storia francese, con un pubblico di oltre 130 000 spettatori.

## Sinossi
Lo show comincia con Madonna che entra in scena ed esegue Open Your Heart indossando l'ormai celeberrima guêpière mostrata anche nell'omonimo videoclip. Dopo dà il benvenuto al pubblico ed esegue Lucky Star, per poi cambiarsi d'abito. Successivamente, l'artista torna in scena indossando un vestito celeste ed esegue True Blue. Al termine del brano, Madonna indossa una giacca nera di pelle ed esegue il brano Papa Don't Preach.
La sezione seguente si apre con White Heat, per la quale Madonna indossa un completo da gangster con giacca dorata e pantaloni neri. Seguono i brani Causing a Commotion e The Look of Love , tratti dal film Who's That Girl (1987).
Successivamente, la cantante torna sul palco all'interno di una cabina telefonica all'inglese in cui si cambia d'abito in scena attraverso un gioco di ombre, sfoggiando un look molto stravagante e colorato, per esibirsi sulle note di Dress You Up, durante la quale mostra delle mutande con la scritta KISS. In seguito vengono eseguite Material Girl e la celeberrima Like a Virgin.
La canzone seguente è Where's the Party, eseguita con pantaloni neri, boa di struzzo e occhiali da sole. Dopo essersi tolta boa e occhiali, Madonna esegue Live to Tell , primo singolo estratto dall'album True Blue (1986). Segue il brano Into the Groove, per il quale l'artista indossa un giubbotto arricchito da frange rosse e disegni vari, da un'idea dell'artista nonché suo caro amico Keith Haring. 
L'ultimo atto si apre con l'ispanica La Isla Bonita, eseguita con il tradizionale abito rosso spagnolo e una grande gonna a balze. Successivamente Madonna esegue Who's That Girl , brano che dà il nome all'intero tour, per poi fare un discorso. L'ultimo brano dello show è Holiday, al termine del quale la cantante saluta il pubblico e lascia la scena.

## Scaletta
1. Open Your Heart
2. Lucky Star
3. True Blue
4. Papa Don't Preach
5. White Heat
6. Causing a Commotion
7. The Look of Love

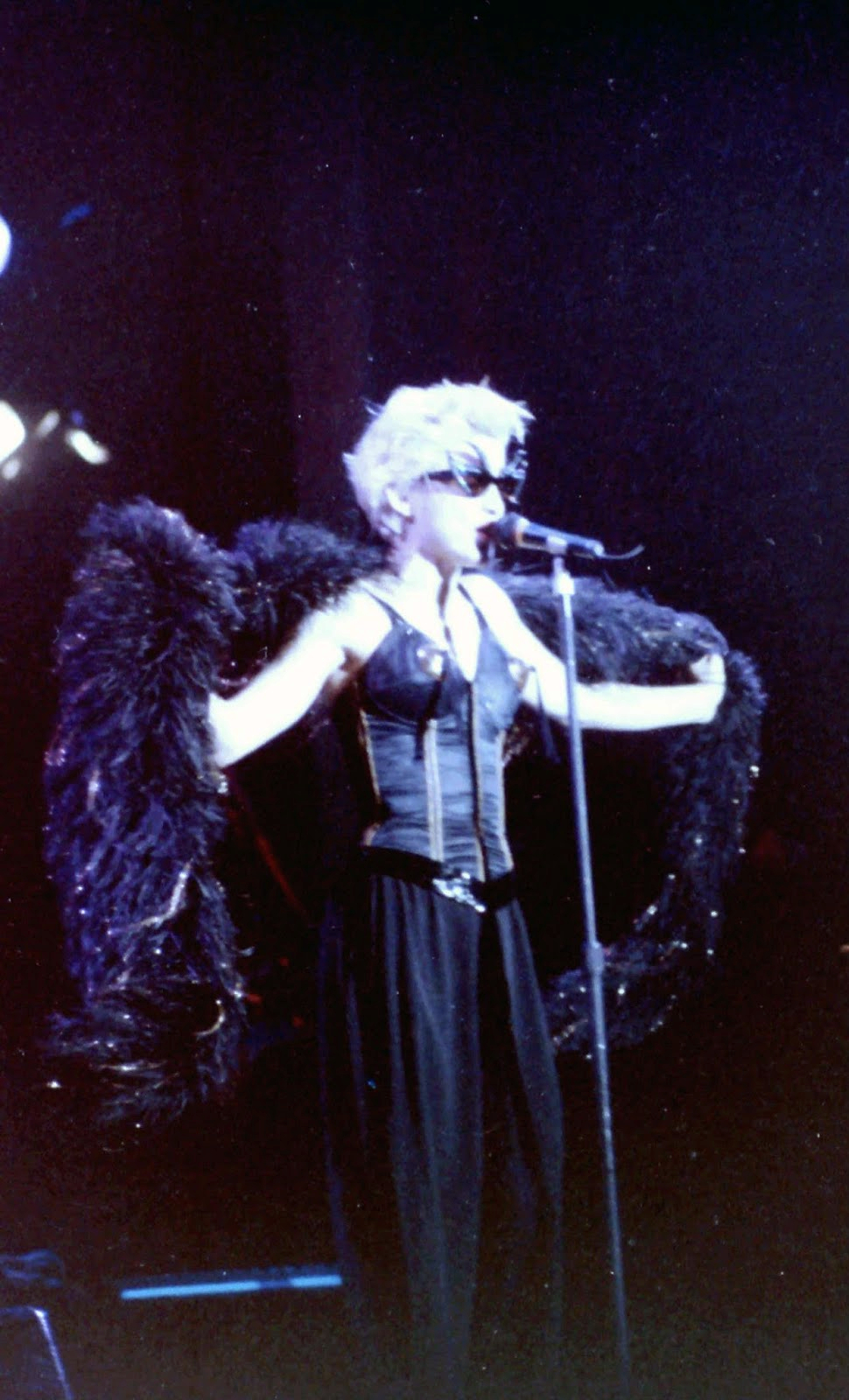
Madonna esegue Where's the Party

8. Dress You Up / Material Girl / Like a Virgin (contiene elementi di I Can't Help Myself)
9. Where's the Party
10. Live to Tell
11. Into the Groove
12. La isla bonita
13. Who's That Girl
14. Holiday

## Date
| Data             | Città                | Stato          | Luogo                       | Biglietti venduti / Biglietti disponibili | Incasso     |
| Asia             | Asia                 | Asia           | Asia                        | Asia                                      | Asia        |
| ---------------- | -------------------- | -------------- | --------------------------- | ----------------------------------------- | ----------- |
| 14 giugno 1987   | Osaka                | Giappone       | Osaka Stadium               | 89.996 / 89.996                           | $888.773    |
| 15 giugno 1987   | Osaka                | Giappone       | Osaka Stadium               | 89.996 / 89.996                           | $888.773    |
| 20 giugno 1987   | Tokyo                | Giappone       | Korakuen Stadium            | 65.000 / 65.000                           | $780.123    |
| 21 giugno 1987   | Tokyo                | Giappone       | Korakuen Stadium            | 65.000 / 65.000                           | $780.123    |
| 22 giugno 1987   | Tokyo                | Giappone       | Korakuen Stadium            | 65.000 / 65.000                           | $780.123    |
| Nord America     |                      |                |                             |                                           |             |
| 27 giugno 1987   | Miami                | Stati Uniti    | Miami Orange Bowl           | 68.987 / 68.987                           | $1.597.473  |
| 29 giugno 1987   | Atlanta              | Stati Uniti    | Omni Coliseum               | 12.526 / 12.526                           | $250.520    |
| 2 luglio 1987    | Washington, D.C.     | Stati Uniti    | RFK Stadium                 | 56.000 / 56.000                           | $1.200.000  |
| 4 luglio 1987    | Toronto              | Canada         | CNE Stadium                 | 50.013 / 50.013                           | $633.427    |
| 6 luglio 1987    | Montréal             | Canada         | Forum de Montréal           | 32.985 / 32.985                           | $430.735    |
| 7 luglio 1987    | Montréal             | Canada         | Forum de Montréal           | 32.985 / 32.985                           | $430.735    |
| 9 luglio 1987    | Foxborough           | Stati Uniti    | Sullivan Stadium            | 48.384 / 48.384                           | $1.068.975  |
| 11 luglio 1987   | Filadelfia           | Stati Uniti    | Veterans Stadium            | 78.300 / 78.300                           | $345.880    |
| 13 luglio 1987   | New York             | Stati Uniti    | Madison Square Garden       | 14.262 / 14.262                           | $688.225    |
| 15 luglio 1987   | Seattle              | Stati Uniti    | Kingdome                    | N.D.                                      | N.D.        |
| 18 luglio 1987   | Anaheim              | Stati Uniti    | Anaheim Stadium             | 62.986 / 62.986                           | $1.417.185  |
| 20 luglio 1987   | Mountain View        | Stati Uniti    | Shoreline Amphitheatre      | N.D.                                      | N.D.        |
| 21 luglio 1987   | Mountain View        | Stati Uniti    | Shoreline Amphitheatre      | N.D.                                      | N.D.        |
| 24 luglio 1987   | Houston              | Stati Uniti    | Astrodome                   | 39.472 / 40.000                           | $789.440    |
| 26 luglio 1987   | Irving               | Stati Uniti    | Texas Stadium               | 40.601 / 41.000                           | $812.020    |
| 29 luglio 1987   | Saint Paul           | Stati Uniti    | St. Paul Civic Center       | N.D.                                      | N.D.        |
| 31 luglio 1987   | Chicago              | Stati Uniti    | Soldier Field               | 56.923 / 56.923                           | $751.854    |
| 2 agosto 1987    | East Troy            | Stati Uniti    | Alpine Valley Music Theatre | 21.988 / 21.988                           | $455.605    |
| 4 agosto 1987    | Richfield            | Stati Uniti    | Richfield Coliseum          | 22.100 / 23.216                           | $497.250    |
| 5 agosto 1987    | Richfield            | Stati Uniti    | Richfield Coliseum          | 22.100 / 23.216                           | $497.250    |
| 7 agosto 1987    | Pontiac              | Stati Uniti    | Pontiac Silverdome          | 56.000 / 56.000                           | $638.264    |
| 9 agosto 1987    | East Rutherford      | Stati Uniti    | Giants Stadium              | 51.000 / 51.000                           | $1.832.780  |
| Europa           |                      |                |                             |                                           |             |
| 15 agosto 1987   | Leeds                | Regno Unito    | Roundhay Park               | 73.000 / 80.000                           | $490.210    |
| 18 agosto 1987   | Londra               | Regno Unito    | Stadio di Wembley           | 288.000 / 288.000                         | $4.984.956  |
| 19 agosto 1987   | Londra               | Regno Unito    | Stadio di Wembley           | 288.000 / 288.000                         | $4.984.956  |
| 20 agosto 1987   | Londra               | Regno Unito    | Stadio di Wembley           | 288.000 / 288.000                         | $4.984.956  |
| 22 agosto 1987   | Francoforte sul Meno | Germania Ovest | Waldstadion                 | 51.981 / 51.981                           | $2.177.515  |
| 25 agosto 1987   | Rotterdam            | Paesi Bassi    | Stadion Feijenoord          | N.D.                                      | N.D.        |
| 26 agosto 1987   | Rotterdam            | Paesi Bassi    | Stadion Feijenoord          | N.D.                                      | N.D.        |
| 29 agosto 1987   | Parigi               | Francia        | Parc De Sceaux              | 131.100 / 131.100                         | $1.989.234  |
| 31 agosto 1987   | Nizza                | Francia        | Stadio Charles Ehrmann      | N.D.                                      | N.D.        |
| 4 settembre 1987 | Torino               | Italia         | Stadio Comunale             | 63.127 / 63.127                           | $1.294.050  |
| 6 settembre 1987 | Firenze              | Italia         | Stadio Comunale             | N.D.                                      | N.D.        |
| Totale           | Totale               | Totale         | Totale                      | 1.317.663 / 1.346.595 (97,5%)             | $26.795.382 |

## Personale
- Tastiere: Patrick Leonard, Jai Winding
- Batteria: Jonathan Moffett
- Basso: Kerry Hatch
- Chitarra: David Williams, James Harrah
- Percussioni: Luis Conte
- Coriste: Donna DeLory, Niky Harris, Debra Parson
- Ballerini: Shabba Doo, Angel Ferrara, Chris Finch
- Direttore Musicale: Patrick Leonard
- Coreografie: Shabba Doo
- Scenografia: Jerome Sirlin
- Costumi: Marlene Stewart
- Tour manager: Eric Barret
- Assistente di Madonna: Melissa Crow
- Artista di supporto: Level 42

## I numeri
84 giorni di durata del tour (dal 14 giugno al 6 settembre 1987)
38 rappresentazioni dello spettacolo
29 città toccate dal tour in 3 continenti (Nord America e Canada, Asia, Europa)
100 minuti di durata dello show
16 brani eseguiti durante lo show
3 coriste e 3 ballerini sul palco insieme a Madonna
1.317.663 spettatori
26.795.382 dollari incassati